# Szkolny Klub Sportowy
Szkolny Klub Sportowy (SKS) – dodatkowe, pozalekcyjne zajęcia sportowe dla uczniów odbywające się w szkołach podstawowych i ponadpodstawowych.
W 2017 roku Program Szkolny Klub Sportowy został reaktywowany przez Ministra Sportu i Turystyki Witolda Bańkę. Program realizowany jest w środowisku szkolnym. Jego głównym celem jest aktywizacja dzieci i młodzieży szkolnej, inwestycja w kadry nauczycielskie prowadzące atrakcyjne zajęcia sportowe, budowa systemu identyfikacji utalentowanych uczniów, którzy mogą zostać skierowani do sekcji sportowych.
Obecnie w zajęciach w ramach SKS, prowadzonych przez ponad 15 000 nauczycieli wychowania fizycznego, uczestniczy 350 000 dzieci we wszystkich województwach w Polsce. Odbywają się one w wymiarze 2 razy w tygodniu, w 60-minutowych jednostkach treningowych, w grupach minimum 15-osobowych. W sumie odbyło się już ponad 2,7 milionów dodatkowych zajęć sportowych dla uczniów.

## Finansowanie[3]
Program finansowany jest ze środków Funduszu Rozwoju Kultury Fizycznej (FRKF), którego dysponentem jest Minister Sportu. W pierwszym roku funkcjonowania Programu, na jego realizację przeznaczono kwotę ponad 42 milionów złotych.  W latach 2017–2019 na realizację programu przeznaczono 145 milionów złotych.

## Struktura
Program Szkolny Klub Sportowy (SKS), który realizowany jest od 2017 roku ma następującą strukturę:
- Ministerstwo Sportu – finansowanie Programu oraz nadzór formalno-prawny.
- Instytut Sportu – Państwowy Instytut Badawczy – operator krajowy. Koordynacja, ewaluacja oraz komunikacja.
- Operatorzy wojewódzcy – koordynacja Programu na szczeblu wojewódzkim, współpraca z nauczycielami.
- Nauczyciele – prowadzenie zajęć w szkołach, motywowanie i kształtowanie nawyków uczniów.

## Cele[1]
1. Stymulowanie i kształtowanie nawyku podejmowania aktywności fizycznej przez dzieci i młodzież.
2. Poprawa sprawności fizycznej, stanu zdrowia oraz jakości życia dzieci i młodzieży, w tym profilaktyka nadwagi i otyłości.
3. Zwiększenie oferty ogólnodostępnych, bezpłatnych zajęć sportowo-rekreacyjnych dla dzieci i młodzieży.
4. Tworzenie warunków dla rozwoju talentów oraz zainteresowań sportowych dzieci i młodzieży.
5. Optymalizacja wykorzystania lokalnej infrastruktury sportowej, w tym infrastruktury przyszkolnej.
6. Promocja różnorodnych sportów wśród dzieci i młodzieży.
7. Wsparcie kadr pracujących z dziećmi i młodzieżą w obszarze sportu.